# YG (rapper)
YG, pseudonimo di Keenon Dequan Ray Jackson (Compton, 9 marzo 1990), è un rapper e attore statunitense.
Nel 2009, ha pubblicato il suo singolo di debutto, " Toot It and Boot It " con Ty Dolla Sign, che ha raggiunto la posizione 67 sulla Billboard Hot 100. Il successo del singolo lo ha portato a firmare con la Def Jam Recordings. Negli anni seguenti, YG pubblicò mixtape come The Real 4Fingaz, Just Re'd Up, Just Re'd Up 2 , 4 Hunnid Degreez e molti altri.
Nel giugno 2013, YG ha firmato un accordo con la CTE World di Young Jeezy . Il suo singolo del 2013, " My Nigga " con Jeezy e Rich Homie Quan, ha raggiunto il punto 19 nella Billboard Hot 100 degli Stati Uniti, diventando il più alto brano della sua carriera. Ha poi pubblicato i singoli " Left, Right " e " Who Do You Love? " con Drake, che porta all'uscita del suo album di debutto in studio. Il suo album di debutto, My Krazy Life, è stato rilasciato il 18 marzo 2014 da Pu$haz Ink, CTE World e Def Jam e ha ricevuto il plauso della critica. Il 17 giugno 2016, ha pubblicato il suo secondo album in studio, Still Brazy. Il 3 agosto 2018 pubblicò il suo terzo album in studio, Stay Dangerous , con recensioni generalmente positive.

## Biografia
YG è nato nel 1990 come Keenon Dequan Ray Jackson a Compton, in California. Il suo nome YG sta per "Young Gangster". Jackson si è unito alla banda di strada Bloods nel 2006 all'età di 16 anni.

### 2012-14: Firma con CTE World eMy Krazy Life
Nel 2012, ha annunciato che il suo album di debutto, poi intitolato I'm 4rm Bompton , sarà prodotto in esclusiva dal rapper Syla $. Più tardi, nel giugno 2013, ha rivelato che l'etichetta discografica di Jeezy, CTE World, avrebbe pubblicato l'album. In seguito è apparso in " Act Right " di Yo Gotti con Jeezy. Raggiungerebbe il picco al numero 100 della Billboard Hot 100. Fu poi protagonista in modo prominente del mixtape CTE World, Boss Yo Life Up Gang nell'agosto 2013. 

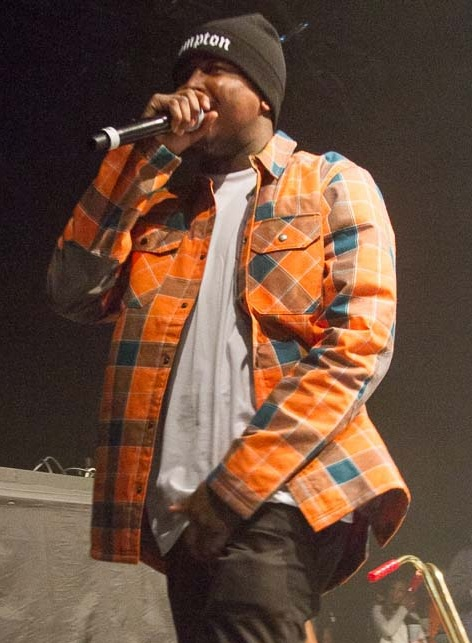
YG nel 2015

Il 4 settembre 2013, YG ha rivelato che il suo album di debutto uscirà il 19 novembre 2013 tramite Def Jam Recordings e che ha cambiato il titolo dell'album in My Krazy Life . Ha anche rivelato che Drake sarebbe stato protagonista di una canzone intitolata "Who Do You Love?", Prodotta da Mustard. Poco dopo ha pubblicato il singolo principale dell'album " My Nigga " con Rich Homie Quan e Jeezy, prodotta anche questa da Mustard. La canzone ha raggiunto il picco al numero 19 della Billboard Hot 100 degli Stati Uniti. Il 10 dicembre 2013, YG ha pubblicato " Left, Right " prodotta da Mustard come secondo singolo dell'album. Il giorno seguente, Def Jam annunciò che My Krazy Life sarebbe stato pubblicato il 18 marzo 2014 e che" Who Do You Love? " con Drake sarebbe il prossimo singolo dell'album. Il 18 febbraio 2014, YG ha rivelato le copertine per il suo album di debutto My Krazy Life. L'opera presenta YG in posa per una foto segnaletica, con il suo nome e il titolo dell'album con un cartello al collo. È stato rilasciato il 18 marzo 2014.

### 2015-presente:BrazyeStay Dangerous
Il 24 giugno 2015, in un'intervista a Billboard , YG ha rivelato che il suo secondo album in studio si chiamerà Still Brazy e sarà pubblicato nel 2016. Il 15 luglio 2015, YG ha rivelato il primo singolo per l'album, "Twist My Fingaz" su Instagram. Lo stesso giorno, YG ha pubblicato il singolo "Cash Money" con Krayzie Bone. La versione completa di "Twist My Fingaz" è stata rilasciata il 17 luglio 2015. Il 12 dicembre 2015, ha pubblicato il secondo singolo, intitolato "I Want a Benz" con i rapper Nipsey Hussle e 50 Cent .
Still Brazy è stato rilasciato il 17 giugno 2016. Il terzo singolo " Why You Always Hatin? " È stato presentato in anteprima su OVO Sound Radio il 21 maggio 2016 con i rapper Drake e Kamaiyah. Il 25 novembre 2016 ha pubblicato l’ep "Red Friday" ispirato al venerdì nero, pubblicato in digitale; aveva 8 tracce.
Il 17 dicembre 2016, YG ha annunciato attraverso i social media, l'annuncio di Just Re'd Up 3 , che verrà pubblicato nel 2017. Questo progetto sarà prodotto da lui stesso e da Mustard.
Il 3 febbraio 2017 è stata pubblicata la canzone " I Do not ", della cantautrice americana Mariah Carey, con YG. Carey e YG hanno eseguito "I Do not" in diretta a Jimmy Kimmel Live! il 15 febbraio 2017. Il 24 marzo 2017 è stato rilasciato un remix con Remy Ma e YG.  Il 19 febbraio 2018 YG annunciò che il suo terzo album in studio sarebbe stato Stay Dangerous sulla sua pagina Instagram e sarebbe stato rilasciato quest'estate. È stato pubblicato nel 2018.
Il 3 aprile 2019 YG annunciò un "Surprise album" tramite Tweet originariamente previsto per il rilascio il 12 aprile 2019, rinviato a maggio 2019 a causa della morte del caro amico Nipsey Hussle.

## Altre iniziative

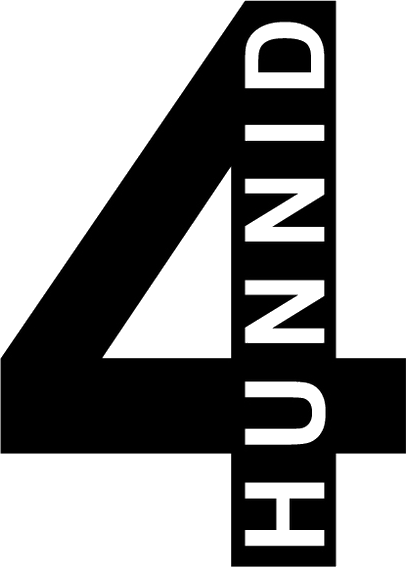
Il logo della 4Hunnid Records

### 4Hunnid Records
Quando YG originariamente ha avuto l'idea di un'etichetta (originariamente intitolata Pushaz Ink, stilizzata come Pu$haz Ink), in seguito ha tentato di co-fondare con Mustard e Ty Dolla $ign. Originariamente la "etichetta" era usata come strumento promozionale e come marchio per i gruppi di collaboratori rap di YG e Mustard con cui erano cresciuti. Ma mentre avanzavano nel porre le basi per l'etichetta e il suo roster, i piani per l'etichetta furono scartati quando il loro incontro con Capitol andò a sud e i tre artisti decisero di andare in modo separato.
Durante tutto il 2016 circolavano voci secondo cui YG avrebbe lanciato una nuova etichetta con il nome 4Hunnid. Inizialmente hanno iniziato quando YG ha pubblicato una linea di moda con il logo 4Hunnid. Ciò è stato confermato essere vero il 17 agosto 2016 quando la rivista Billboard ha riferito che YG ha firmato un accordo di distribuzione per l'etichetta con il nome 4Hunnid con Interscope Records e Empire Distribution.

## Vita privata
Il 25 gennaio 2012 sono stati sparati colpi durante le riprese del video musicale di YG "I'm a Thug".
Il 12 giugno 2015, YG è stato colpito in tre punti all'anca in uno studio di registrazione a Studio City, in California. Le autorità hanno affermato che YG era "molto poco collaborativo" quando gli veniva chiesto dell'incidente. Il suo manager in seguito ha rivelato che le sue ferite non erano pericolose per la vita e ha detto che stava "bene" e si stava riprendendo.
YG ha seguito una dieta vegana per circa tre mesi nel 2016, citando motivi di salute.
Il 6 settembre 2019, è stato confermato che lui e la cantante Kehlani si stavano frequentando.

## Discografia

### Album in studio
- 2014 – My Krazy Life
- 2016 – Still Brazy
- 2018 – Stay Dangerous
- 2019 – 4Real 4Real
- 2020 – My Life 4Hunnid
- 2022 - I Got Issues

### Colonne sonore
- 2014 – Blame It On the Streets

### Mixtape
- 2009 – 4Fingaz
- 2009 – The Real 4Fingaz
- 2011 – Just Re'd up
- 2011 – Young and Hung...over (con Ty Dolla Sign e Bobby Brackins)
- 2012 – 4Hunnid Degreez
- 2013 – Just Re'd up 2
- 2013 – Boss Yo Life Up Gang (con CTE World)
- 2015 – California Livin'
- 2016 – Red Friday

### Singoli

#### Come artista principale
- 2010 – Toot It and Boot It (feat. Ty Dolla Sign)
- 2011 – Patty Cake
- 2012 – Bitches Ain't Shit (feat. Tyga & Nipsey Hussle)
- 2012 – #Grindmode (feat. 2 Chainz & Nipsey Hussle)
- 2013 – You Broke (feat. Nipsey Hussle)
- 2013 – My Nigga (feat. Jeezy & Rich Homie Quan)
- 2013 – Left, Right (feat. Mustard)
- 2014 – Who Do You Love? (feat. Drake)
- 2014 – Do It to Ya (feat. TeeFlii)
- 2015 – Ride Out (con Kid Ink, Tyga, Wale, YG e Rich Homie Quan)
- 2015 – Twist My Fingaz
- 2016 – FDT (feat. Nispey Hussle)
- 2016 – Why You Always Hatin? (feat. Drake & Kamaiyah)
- 2016 – FDT, Pt. 2 (feat. G-Eazy & Macklemore)
- 2016 – One Time Comin'
- 2017 – Pop It, Shake It (feat. Mustard)
- 2017 – Fuck It Up
- 2017 – YNS (feat. Blac Youngsta & YFN Lucci)
- 2018 – Suu Whoop
- 2018 – Same Bitches (feat. Post Malone & G-Eazy)
- 2018 – Big Bank (feat. 2 Chainz, Big Sean & Nicki Minaj)
- 2018 – Mo Paper (feat. Rich the Kid)
- 2019 – Stop Snitchin'
- 2019 – Go Loko (feat. Tyga & Jon Z)
- 2019 – Feel Up
- 2019 – Slide
- 2019 – Mamacita
- 2020 – Konclusions
- 2020 – Laugh Now Kry Later!
- 2020 – FTP
- 2020 – Swag
- 2020 – Money Mouf (con Tyga e Saweetie)
- 2020 – Equinox
- 2020 – Out on Bail
- 2021 – Sign Language
- 2022 – Scared Money (feat. J. Cole & Moneybagg Yo)
- 2022 – Run (con Tyga e 21 Savage feat. Bia)
- 2022 – Toxic
- 2022 – Alone
- 2022 – Maniac
- 2023 – Let's Ride (con The Notorious B.I.G. feat. Lambo4oe, Ty Dolla Sign & Bone Thugs-n-Harmony)
- 2023 – Platinum (con Tyga)
- 2023 – Birthday (con Saweetie e Tyga)
- 2023 – Brand New (con Tyga e Lil Wayne)

#### Come artista ospite
- 2011 – F Y'all (Ty Dolla Sign feat. YG)
- 2012 – Function (E-40 feat. YG, Iamsu! & Problem)
- 2012 – Like I Got a Gun (Colette Carr feat. YG)
- 2013 – Act Right (Yo Gotti feat. YG)
- 2013 – Still Wit the Bullshit (The Relativez feat. YG)
- 2013 – Turn Up (Slim 400 feat. YG)
- 2014 – Hoe (Kirko Bangz feat. YG & Yo Gotti)
- 2014 – Vato (Mustard feat. Jeezy, Que & YG)
- 2014 – nEXt (Remix) (Sevyn Streeter feat. YG)
- 2014 – Don't Tell 'Em (Jeremih feat. YG)
- 2014 – L.A. Love (La La) (Remix) (Fergie feat. YG)
- 2014 – Backflip (Casey Veggies feat. YG & Iamsu!)
- 2015 – Only Right (Ty Dolla Sign feat. YG, Joe Moses & TeeCee4800)
- 2015 – Wuzhanindoe (Gunplay feat. YG)
- 2017 – I Don't (Mariah Carey feat. YG)
- 2017 – Childish (Bobo Norco feat. YG)
- 2017 – Want Her (Mustard feat. Quavo & YG)
- 2017 – Gucci on My (Mike Will Made It feat. 21 Savage, YG & Migos)
- 2017 – Bruisin' (Slim 400 feat. YG & Sandboy oko)
- 2017 – Extra Luv (Future feat. YG)
- 2018 – Last Time That I Checc'd (Nipsey Hussle feat. YG)
- 2018 – Proud (2 Chainz feat. YG & Offset)
- 2018 – DTF (The Game feat. YG, Ty Dolla Sign & Jeremih)
- 2019 – Facts (Chantel Jeffries feat. YG, Rich the Kid & Bia)
- 2019 – Make It Drop (Riff Raff feat. YG)
- 2019 – La La Land (Bryce Vine feat. YG)
- 2019 – Slide (H.E.R. feat. YG)
- 2021 – Spicy (Remix) (Ty Dolla Sign feat. J Balvin, YG, Tyga & Post Malone)
- 2022 – Gangsta (Karan Aujla feat. YG)

## Filmografia

### Cinema
- Cocaine - La vera storia di White Boy Rick (White Boy Rick), regia di Yann Demange (2018)

## Riconoscimenti
| Anno | Premi                    | Categoria                                    | Ricevente                                                                  | Risultato |
| ---- | ------------------------ | -------------------------------------------- | -------------------------------------------------------------------------- | --------- |
| 2014 | Premi BET                | Migliore collaborazione                      | My Nigg (con Young Jeezy e Rich Homie Quan )                               | Nominato  |
| 2014 | BET Hip Hop Awards       | Miglior Collabo, Duo o Gruppo                | My Nigg (con Young Jeezy e Rich Homie Quan )                               | Vinto     |
| 2014 | BET Hip Hop Awards       | Miglior Club Banger                          | My Nigg (con Young Jeezy e Rich Homie Quan )                               | Nominato  |
| 2014 | BET Hip Hop Awards       | Premio per i campioni del pubblico           | My Nigga (Remix) (con Lil Wayne, Nicki Minaj, Meek Mill e Rich Homie Quan) | Nominato  |
| 2014 | BET Hip Hop Awards       | Miglior Club Banger                          | Cut Her Off (Remix) (con K Camp, Lil Boosie e Too Short)                   | Nominato  |
| 2014 | BET Hip Hop Awards       | Rookie of the Year                           | Se stesso                                                                  | Nominato  |
| 2015 | iHeartRadio Music Awards | Canzone Hip Hop / R&B dell'anno              | Don't Tell Em (con Jeremih)                                                | Vinto     |
| 2015 | Billboard Music Awards   | Inizio canzone R&B                           | Don't Tell Em (con Jeremih)                                                | Nominato  |
| 2015 | MTV Europe Music Awards  | Le migliori performance della scena mondiale | Se stesso                                                                  | Nominato  |